# Либија
Либија (арап. ليبيا), или званично Држава Либија (арап. دولة ليبيا), држава је региона Магреб на северу Африке на обали Средоземног мора. Налази се између Египта на истоку, Судана на југоистоку, Чада и Нигера на југу и Алжира и Туниса на западу.
Са површином од 1.759.540 км² Либија је четврта по величини држава афричког континента и 16. у свету.
Након стицања потпуне независности крајем 1951. Либија је постала краљевина које се као таква одржала све до Првосептембарске револуције из 1969. године. Од тада је државом управљао пуковник Муамер ел Гадафи чија је владавина окончана избијањем Рата у Либији (2011).

## Име
Име Либије (арап. ليبيا Lībyā послушајⓘ; либ. Lībya послушајⓘ, еги. R'bw, пун. 𐤉𐤁𐤋 lby, грч. Λιβύη Libúē, лат. Libya) потиче од египатског термина Либу, који се односио на једно берберско племе које је живело западно од Нила. Либу је у грчком језику прешло у Либију, иако је у античкој Грчкој овај термин имао шире значење, обухватајући целу северну Африку западно од Египта и понекад се односио на цели континент, тј. Африку.
У белешкама средњовековног арапског филозофа Ибна Халдуна забележен је назив Lawata који се односио на Либију.
Када је држава стекла независност 1951. њено име је било Уједињено Либијско краљевство које је 1963. промењено у Краљевина Либија. Након државног удара 1969. године, краљевина је проглашена арапском републиком. За време владавине Муамера ел Гадафија, званични назив државе је био Велика Социјалистичка Народна Либијска Арапска Џамахирија (арап. الجماهيرية العربية الليبية الشعبية الاشتراكية العظمى al-Ǧamāhīriyyah al-ʿArabiyyah al-Lībiyyah aš-Šaʿbiyyah al-Ištirākiyyah al-ʿUẓmā послушајⓘ).

## Географија

### Положај
Либија се простире на преко 1.759.540 км² што је чини 16. највећом државом на свету. Њена површина нешто је мања од површине Индонезије и већа је укупној површини Немачке, Шпаније и Француске заједно. Налази се између 9° и 34° сгш, и 9° и 26° игд. Граничи се са Египтом на истоку, Тунисом и Алжиром на западу, Републиком Чад и Суданом на југу и Нигером на југозападу. Северну границу Либије чини Средоземно море, чије се воде у близини ове државе често називају Либијским морем. Са 1.770 km обале, Либија је највећа средоземна држава афричког континента.
Најсевернија тачка Либије је на граници са Тунисом — Рас Ађир, најјужнија је на тромеђи Чада, Судана и Либије. Најисточнија је Марса ер Рамла на граници са Египтом и најисточнија на међи са Алжиром у подгорини Тасилин Аџера. На основу положаја, пружања и граница, закључује се да је Либија северноафричка, медитеранска, сахарска и једним делом магребска држава.

### Геологија и рељеф
У прекамбрији се формирало иницијално копн северно Африке — Сахарска плоча. Она је током дугог геолошког периода била прекривена морем, што је условило велику количину енергетских седимената (нафта, гас). Током палеозоика наступила је глацијација (ордовик), а центра заглечерености био је у Сахари. Лед се простирао и преко данашње Либије, где су откривени леднички фрагменти из овог доба. Средином карбона Сахарску плочу је захватила херцинска орогенеза. Она је условила издизање копна, засвођивање и ариднију климу. У карбону и перму наступа друга глацијација, којом је била захваћена цела Гондвана. Мезозојска ера доноси интензивније тектонске покрете. Сахарска плоча се у тријасу и јури издиже и у њој преовладава континентални режим. Услед распада праконтинента Гондване, долази до поновне трансгресије мора на северу. Налазишта нафте и гаса у Либији управо су везана за период горње креде. Најзад у кенозоику обалска црта поприма савремени карактер, а уз то и клима и природно окружење.
Сахарска плоча чини фундамент грађен од кристаластих шкриљаца, гнајса, кварцита и амфиболита. Јављају се значајни пробоји гранита, а на југу Либије има и магматских пробоја и излива (Тасилин Аџер, Тибести). У дубоким депресијама и синклиналама акумулиране су паелозојске, мезозојске и кенозојске стене. Лавични платои карактеристични су за јужни део Либије и централни део земље (Ел Харуџ ел-Асвад).
У рељефу Либије могу се издвојити три целине: Средоземно приобаље, Либијска пустиња и Сахара. Средоземно приобаље обухвата узак појас од границе са Тунисом до границе са Египтом. У њему је концентрисан највећи део становништва (око 95%). У западном делу око Триполија истиче се плодна низија Џефара, грађена од седиментних стена, на југу се издиже плато Џабал Нафуса висине 800 m. Џефара се наставља у Триполитанију, где је копно увучено и чине га бројне лагуне и заливи (Мали и Велики Сирт). Даље ка истоку наставља се Киренајка у чијем пределу се истиче планина Ел Џабал ел Ахдар висине 876 m.
Средоземна приобална низија јужније о низије Џефара прелази у камените пустиње Хамада ел Хамра и Хамада Тингерт, које неприметно залазе у песковита пространства Едејен Убари и Едејен Музрук. У крајњим југозападним деловима Либије издижу се висоравни Тасилин Аџер и Џадо. Они ка истоку прелазе у подгорине Тибестија у чијем се севеном делу пружа Серир Тибести, шљунковити плато. Источни и југоисточни квадрант Либије захвата Либијска пустиња. Она је грађена од камбријских метаморфних стена и прекривена је моћним слојем кварцног песка. Ово је најсувљи и најнегостољубивији предео Либије и Сахаре уопште Од залива Велики Сирт до платоа Енеди у Чаду готово да нема нити једен оазе или насељених пункта. Пустиња се ка југу благо издиже од 100 до 500 m надморске висине. У централном делу Либије доминира вулкански плато Ел Харуџ ел-Асвад висине 1200 m. Највиша тачка државе је Бику Бити (2.267 м) на Тибестију, а најнижа тачка је Сабхат Гизајил — 47 m.

### Воде
Недостатак падавина има за последицу недостатак сталних река или потока, а око 20 сталних језера су слана. Повремених и изузетно кратких токова има у приобаљу - Вади ел-Хамим, Вади Замзам, Вади Бај ел-Кабир и др. Уадији се јављају и на југу у подгорини Тибестија и Тасилин Аџера. Распоређивање ограничених количина воде је посао због чега је чак створен Секретаријат за бране и водене ресурсе, а наношење штете изворима воде се може казнити високим новчаним и затворским казнама.
Држава је изградила мрежу брана у вадијима, сувим речним коритима, који се претворе у бујице после јаких киша. Ове бране се користе и као резервоари за воду и као контрола поплава и ерозијама. Области око вадија су густо насељене јер је ту земљиште погодно за земљорадњу, а вода се кроз бунаре доводи на површину. Међутим, у многим вадијима количина воде у земљи опада, посебно у областима где је интензивна пољопривреда и близу великих градских центара. Због тога је држава преусмерила пројекте о контроли воде у подручја где је потражња за подземном водом мање изражена. Такође је предузела широки пројекат пошумљавања.

### Клима
Клима Либије је средоземна у уском приобалном појасу између Триполија и Тобрука. Одликују је средње јануарске температуре од око 12 °C (Триполи 11,1, а Бенгази 13,3 °C) и средње јулске око 25 °C (Триполи 27,2 °C). На ово поднебље велики утицај имају ветрови који у зимској половини године дувају с мора на копно. Они доносе већу количину падавина, које се смањују у правцу запад-исток. У периоду од новембра до марта у приобаљу се излучи у просеку око 150-400 милиметара талога. У планинском делу Киренаике падне и до 600 mm, а ка југу се нагло смањује на свега 100 mm годишње.
Даље ка унутрашњости клима поприма типичан пустињски карактер. Средње јануарске температуре су изнад 10 °C, а јулске око 35 °C. Екстремне вредности достижу и преко 50 °C, док се преко дана песак угреје на 60-70 Целзијуса. Овај део Либије под утицајем је пасата који дувају преко целог дана током зиме у правцу северозапад-југоисток. Н југу дува харматан, који је продужетак пасата. То је изузетно сув и топао ветар. Под утицајем Атлантске депресије у Либијској пустињи честе су пешчане олује. У централном и јужном дели Либије падавине су изузетно оскудне. Годишња количина је мања од 100 милиметара (Едејен Музрук - 10 mm). Подгорине Тибестија и Тасилин Аџера примају свега око 120 mm талога. Услови за живот у деловима Либије јужније од средоземног појаса су изузетно неповољни и сурови.

### Флора и фауна
Сходно изузетно оштрој клими и неповољним условима флора Либије је слабо развијена. У уском приобалном појасу расту типично средоземне биљке — жбунасте ксерофитне врсте, те борови, клека, кедар и маслине. Палма је најзаступљенија врста како у приобаљу тако и у унутрашњости око већих оаза. Либијска пустиња и Сахара представљају огромна пространства без вегетације. У ретким оазама има обрадивог земљишта где се гаје урме и уљане палме. Животињски свет је такође веома оскудан. Карактеристични врсте овог поднебља су камиле, козе, антилопе, затим шкорпиони, гуштери и змије.
Педолошки покривач Либије је веома сиромашан. У узаном појасу приобаља земљиште је плодније и углавном обрадиво. У унутрашњости доминирају пустињски песковити, каменити и глиновити предели и заравни, који су изузетно неплодни и неискоришћени. Тло је огољено, а у депресијама најчешће и заслањено (слатине).
Либија је била пионир у Северној Африци у заштити врста, стварањем заштићеног подручја Ел Куф 1975. године. Пад режима Моамера Гадафија довео је до повећаног криволова: „Пре пада Гадафија, чак су и ловачке пушке биле забрањене. Али од 2011. године, криволов се спроводи ратним оружјем и софистицираним возилима у којима се може наћи и до 200 глава газела које су убили припадници милиције који лове да би прекратили време. Такође смо сведоци појаве ловаца без везе са племенима која традиционално практикују лов. Они пуцају у све што пронађу, чак и током сезоне парења. Више од 500.000 птица се убија на овај начин сваке године, када заштићена подручја заузму племенски поглавари који су их присвојили. Животиње које су некада тамо живеле су све нестале, ловљене су када су јестиве или пуштене када нису“, објашњава зоолог Халед Етајеб.

## Историја

### Праисторија и стари век
Археолошки налази упућују да је већ у осмом миленијуму п. н. е. либијска обала била насељена неолитским људима који су познавали сточарство и гајили биљке. Ова култура је цветала хиљадама година у региону, све док их нису потиснули или апсорбовали Бербери.
У старом веку Либију су окупирали разни освајачи: Феничани, Грци, Римљани, Вандали и Византијци, који су владали делом регије или читавом регијом. Иако су Грци и Римљани оставили рушевине Кирене, Лептис Магне и Сабрата, мало је других остатака ових древних цивилизација.
Феничани су били први који су успоставили трговинску размену у Либији, када су поморци из Тира (данас територија Либана) развили трговинске везе са берберским племенима и направили споразум са њима да осигурају сарадњу у експлоатацији сирових материјала. До 5. века п. н. е., највећа феничанска колонија Картагина је проширила своју владавину у већем делу северне Африке, где се полако формирала карактеристична цивилизација, знана као Пуни. Пунска станишта на либијској обали укључивала су Оа (Триполи), Лабдах (Лептис Магна) и Сабрата. Сви они су се налазили у области која ће се касније назвати Триполис или Три града. Име садашњег главног града Либије, Триполи, вуче корен из овог термина.
Грци су покорили источну Либију када су, према предању, емигранти са пренасељеног острва Тера, слушајући пророчанство са Делфа, пошли да траже нови дом у северној Африци. Године 631. п. н. е. основали су Кирену. У следећих 200 година, још четири важна грчка града су основана у тој регији: Барке (Ал Марџ), Еуфесперида (касније Беренике, данас Бенгази), Теучира (касније Арсиона, данас Тукрах) и Аполонија (Сусах), лука Кирене. Заједно са Киреном, били су познати као Пентаполис („Пет Градова“).
Римљани су ујединили обе либијске регије и више од 400 година су Триполитанија и Киренаика биле просперитетне римске провинције. Римске рушевине, као што су Лептис Магне, сведоче о виталности регије где су густо насељени градови, па чак и мања насеља, уживали угодности урбаног живота. Поморци и занатлије из многих делова римског света населили су се у северној Африци, али је карактер градова Триполитаније упркос томе остао пунски, а Киренаике грчки.

### Средњи век
Арапи су покорили Либију у 7. веку н. е. У вековима који следе, многи староседелачки народи су прихватили ислам и са њим арапски језик и културу. Отомански Турци покорили су државу средином 16. века и Либија је била део њихове империје, мада је повремено имала аутономију, све до италијанске инвазије и претварања Либију у колонију.

### Модерна Либија

#### Краљевина Либија
Године 1934. Италија је прихватила име Либија (које су користили Грци за читаву северну Африку, осим за Египат) као званично име колоније, која се састојала од провинција: Киренаика, Триполитанија и Фезан. Краљ Идрис I, емир Киренаике, био је вођа покрета против италијанске окупације између два светска рата. Од 1943. до 1951. Триполитанија и Киренаика су биле под британском управом, док су Французи контролисали Фезан. Године 1944. Идрис се враћа из егзила у Каиру, али је одбијао да обнови сталну резиденцију у Киренаики све док нису уклоњени неки аспекти стране контроле 1947. године. Према мировном споразуму из 1947. године, Италија се одрекла свих права на Либију.
Генерална скупштина Организације уједињених нација је 21. новембра 1949. године донела резолуцију у којој се каже да Либија треба да постане независна пре 1. јануара 1952. године. Идрис је представљао Либију у предстојећим преговорима. Када је Либија прогласила независност 24. децембра 1951, била је прва држава која је постигла независност кроз УН и једна од првих европских колонија у Африци која је добила независност. Либија је проглашена уставном и наследном монархијом под краљем Идрисом.
Проналажење значајних нафтних резерви 1959. године и приходи који су уследили од продаје, омогућили су једној од најсиромашнијих држава на свету да се развије и стекне значајно богатство. Иако је нафта драстично унапредила финансије Владе, незадовољство је настало због претеране концентрације националног блага у рукама краља Идриса и националне елите. Незадовољство је расло заједно са појавом насеризма и арапског национализма у северној Африци и Блиском истоку.

#### Либијска Џамахирија
Мања група официра, предвођена 28-годишњим капетаном Муамером ел Гадафијем, извршила је 1. септембра 1969. државни удар против краља Идриса. Он се тада налазио у Турској на лечењу. Револуционарни официри нису хтели његовог сестрића Саида Хасана ар Рида ес Санусија да поставе за новог краља и да му препусте управљање државом. Пре истека 1. септембра престолонасљедник Саид је стављен у кућни притвор. Револуционари су укинули монархију и прогласили нову Либијску Арапску Републику.
Врховну власт је вршио Револуционарни командни савет на челу са Гадафијем. Савет је распуштен 2. марта 1977. када је проглашена џамахирија. Пуковник Гадафи је постао генерални секретар Општег народног конгреса. На тој дужности је остао до 2. марта 1979. када је поднео оставку на све јавне функције. Од тада је најчешће ословљаван само као либијски вођа и са том незваничном титулом владао је до избијања Рата у Либији (2011).

#### Држава Либија
Почетком Арапског пролећа, фебруара 2011. почели су протести против либијског вође Муамера ел Гадафија. Убрзо су прерасли у отворене сукобе и рат. Оформљен је Прелазни национални савет као „лице револуције“. Од 17. марта, након што је усвојена резолуција СБ ОУН о забрани летења, земљу је бомбардовао НАТО.
Дана 21. августа заузет је Гадафијев главни комплекс у Триполију — Баб ел Азизија. Тада је и побуњенички Прелазни национални савет добио међународно признање ОУН. Након последњих борби за Гадафијев родни град Сирт, пуковник Муамер ел Гадафи је убијен. Тиме је окончано постојање Либијске Џамахирије, а наступио је период политичке нестабилности и племенских сукоба.

## Друштвене одлике

### Становништво
| Језици у Либији‍ | Језици у Либији‍ | Језици у Либији‍ | Језици у Либији‍ | Језици у Либији‍ |
| --------------- | --------------- | --------------- | --------------- | --------------- |
|                 |                 |                 |                 |                 |
| Арапски         | Арапски         |                 | 5.800.000       | 90,00%          |
| Берберски       | Берберски       |                 | 220.000         | 4,5%            |
| Нафуси          | Нафуси          |                 | 184.000         | 3,8%            |
| Домари          | Домари          |                 | 33.000          | 0,68%           |
| Тамахак         | Тамахак         |                 | 17.000          | 0,35%           |
| Гамадес         | Гамадес         |                 | 10.000          | 0,20%           |
| Саукна          | Саукна          |                 | 5.600           | 0,11%           |
| Авџила          | Авџила          |                 | 3.000           | 0,06%           |
| Тедага          | Тедага          |                 | 1.000           | 0,03%           |
| Остало          | Остало          |                 | 10.000          | 0,20%           |

Према подацима из 2010. године у Либији је живело око 6.461.254 житеља, од чега чак 90% у уском приобалном појасу. У поређењу са њеном површином има веома малу густину насељености, свега око 3,4 становника по км². То је сврстава у државе света са веома ретко насељеном територијом.
У зависности од крајева у којем се мери, она варира од око 50 становника до мање од једног на километру квадратном. Око 90% становништва живи на мање од 10% површине земље, махом уз обалу Средоземља. Највећи део, око 88%, живи у градовима од којих су највећи Триполи, Бенгази и Ел Баида. Према подацима, скоро половина либијске популације је млађа од 15 година, па је полна и старосна пирамида Либије изузетно повољна и правилна.
Најбројнија етничка група су Арапи и арабизовани Бербери (око 97%), који насељавају северни део земље. На западу има мањих група Бедуина и Туарега, док југоисточни квадрант насељава народ Тебу и једним мањим делом Хауса. Значајан удео чине и досељеници из из Бангладеша, Кине и Филипина. Треба напоменути да постоји и мања заједница Италијана, сходно историјски приликама око Другог светског рата. Становништво Либије је племенски веома раздељено. Триполитанију насељавају заједнице Варфала, Бусајг и Зинтан, у Фезану су Хутман, Хасфа, Тубу и Туарези, док је у Киренаици стање још хетерогеније — Мугарба, Зуваја, Дарса, Арафа, Абајда, Бараса, Маџабра и др.
Око 90% становништва говори арапским језиком и варијантом либијског арапског. Остали се служе берберским и језиком нафуса углавном, док мањи број говорника отпада на домари, тамахак, гамадес и др.
У погледу вероисповести Либија је веома хомогена. Чак 97% становништва исповеда ислам (сунити). Остала три процента представљају мање заједнице коптских хришћана, римокатолика, Јевреја, будиста.

### Административна подела
Историјски, Либија се састојала од три региона (државе): Триполитаније на северозападу, Киренајке на истоку и Фезана на југозападу. Регионе је у једну политичку јединицу удружила Италија за време италијанско-турског рата. Италијани су 1934. године ово подручје поделили на четири покрајине и једну територију: Триполи, Бенгази, Ел Баида, Мисурата и Територија Либијске Сахаре.
Након стицања независности Либија је подељена на три мухафазата (покрајине).
Године 1963, променом државног уређења, Краљевина Либија се састојала од седам покрајина више.
Након успостављања Либијске Џамахирије, нова значајнија административна подела била је 1995. и тада је земља подељена на 13 општина. Само три године касније било их је дупло више. Њихов број је повећан 2001. године на 32 општине, да би се потом смањио на 22 према закону из 2007. године.

### Привреда
Привреда Либије је заснована на планској производњи, чија окосница су експлоатација нафте и гаса. Захваљујући томе има највећи БДП-а по становнику у Африци. Индекс хуманог развоја највећи јој је на континенту. Монетарна јединица Либије је динар, који је еквивалентан износу од 1.000 дирхама. Чланица је Уједињених нација, Арапске лиге и ОПЕК-а.
Основу пољопривреда|пољопривредне производње представља гајење житарица (пшеница, јечам), поврћа (кромпир) и воћа (агруми, маслине, смокве) у приобалном појасу, тј. у низија Џафара на северозападу земље. У оазама у унутрашњости гаји се нето мало житарица и урме. Највеће плантаже урми налазе се у оази Куфра у Либијској пустињи, где је посађено око три милиона стабала. Развијено је и гајење дувана и винове лозе, нарочито око главног града Триполија. Становништво Киренајке се бави и сточарством, највише номадским. Гаје се поглавито овце и козе, а такође и камиле, мазге и коњи. У заливима Мали и Велики Сирт развијен је риболов (туна), а сакупљају се и сунђери. Од укупне површине Либије обрадиво је свега 2,1% земљишта, остали аграрни предели се наводњавају.
Нафта и гас су најважнији производи Либије. Од 1969. године налазишта су национализована, а пре тога била су у страном власништву (УК, САД). Енергенти се експлоатишу у Киренајци, у унутрашњем делу Либијске пустиње и одатле допремају у луку Тобрук. Велика налазишта су и у залеђу залива Велики Сирт - Залтан, Марадах, Хофра, Џалу, у близини границе са Алжиром и у Средоземном мору. Индустрија је добро развијена. Доминира петрохемија, а значајан удео имају текстилна (ћилими, теписи, одећа) у Себхи и Бенгазију, те прехрамбена (сви већи градови) и метална инустрија.
Мрежа саобраћајница је најразвијенија у приобаљу, где су сва места повезана асфалтним путевима и железницом. У унутрашњости је инфраструктура слаба, па доминирају каравански путеви. Водени саобраћај одвија се преко највећих лука у Триполију, Бенгазију, Сирту, Тобруку и Мисурати. Међународни аеродроми се налазе у Триполију и Бенгазију. Основицу извоза Либије представљају енергенти (нафта, гас), чак 95 процената. Приходи од трговина|трговине су око 45 милијарди долара. Главни партнери су Италија, Немачка, Француска и Шпанија. Либија увози готове производе и храну у износу од око 25 милијарди долара. Главни извозници у Либију су Италија, Кина, Турска и Немачка.

### Образовање
Либијско становништво обухвата 1,7 милиона школараца од чега се 287.000 њих налази на основним или специјалистичким студијама. Основно образовање у Либији је бесплатно за све грађане, и обавезно у секундарном нивоу. Деца узраста од 6 до 15 година похађају основну школу, након које следи средња школа у трајању од три године (од 15 до 18 година). Стопа писмености је највиша у Северној Африци, преко 82% становништва зна да чита и пише.
Након либијске независности први универзитет, Универзитет у Либији, основана је у Бенгазију. У академској 1975/76. години број студената био је процењен на 13.418. Од 2004, тај број се повећао на више од 200.000 не рачунајући 70.000 оних који су своје школовање наставили на вишем техничком и стручном сектору. Нагли пораст ученика условио је отварање нових образовних установа. Према подацима из 2000. године, наставнички кадар чинило је 97.334 особа.
Од 1975. године број универзитета нарастао је са два на девет. Данас постоји 84 образовне институције укључујући и 12 државних универзитета. Постоји и неколицина приватних универзитета акредитованих од стране државних органа. Године 1998. буџет издвојен за образовање износио је 38,2% државног буџета.
Препознатљиви универзитета у Либији су:
- „Ал Фатах Универзитет“ (Триполи)
- „Гарјунис Универзитет“ (Бенгази)
- Универзитет Омар Алмухтар (Ел Баида)

Препознатљиве технологија институције су:
- „Виши институт за рачунарске технологије, такође познат и као колеџ рачунарске технологије“ (Триполи)
- „Виши институт за електронику“ (Триполи)